# ヴェルス
ヴェルス（ドイツ語: Wels  発音）は、オーバーエスターライヒ州の都市。州都であるリンツの約25km南西に位置する。郡（Bezirk; 行政管区）に属さない憲章都市（Statutarstadt）であるが、ヴェルス＝ラント郡の郡庁が置かれている。

## 歴史
ヴェルス周辺には、古くは新石器時代から人々の定住の痕跡が見られる。ローマ帝国時代になると、ノリクム属州の地理的な中心として栄えたが、帝国終焉とともにヴェルスも一時的に衰退した。
中世には、交易地として再び発展した。
1519年1月12日には、神聖ローマ皇帝マクシミリアン1世がこの地で死去した。
1964年1月18日に、オーストリアの憲章都市となった。